# Juan Manuel Ortí y Lara
Juan Manuel Ortí y Lara (Marmolejo, 29 de outubro de 1826 - Madri, 7 de janeiro de 1904) foi um filósofo, advogado, periodista e professor católico espanhol. Suas obras filosóficas foram usadas em diversas universidades e abrangiam as áreas da lógica, metafísica, psicologia, ética, moral e direito. 

## Biografia
Juan Manuel Ortí y Lara nasceu na cidade de Marmolejo (Jaén), filho do médico Vicente Orti Criado y Marina de Lara.
Aos treze anos lhe enviaram ao Colégio de Humanidades existente em Andújar, onde cursou (de 1839 a 1840) Lógica, Gramática, Matemáticas e Desenho técnico. No curso seguinte marcha até Jaén e ingressa no Colégio de Humanidades, chamado Nustra Señora de La Capilla. Ali passou a estar sob a poderosa influência educativa do Cônego da catedral de Jaén e professor do Colégio de Nossa Senhora da Capela, José Escolano y Fenoy, que anos mais tarde foi nomeado bispo da diocese de Jaén, deixando uma memorável lembrança de sua atuação. Isso foi reconhecido pelo próprio Ortí y Lara em um de seus escritos:
"O amor e solicitude desse insigne varão me acompanharam em Granada, donde o Senhor Escolano era natural, e a eles em grande parte devo o tempo investido na leitura de autores eminentes como Bonald, Frayssinous y Balmes».
Ortí y Lara contraiu matrimônio com a irmã de seu mestre, falecendo esta em Madri, em 13 de junho de 1896. Em sua memória dedicaria Ortí seus "Fundamentos da Religião", nos que se encontravam as referências às "Lições elementares dos fundamentos da Religião" de Escolano.
De Jaén, partiu Ortí y Lara a Granada, e ali cursou Direito e Jurisprudência. Foi-lhe outorgado uma beca das chamadas de jurista no Colégio de São Bartolomeu e São Tiago, que ainda naquele tempo estava organizado à moda antiga, com seu internato, cargos escolares de teor clássico e eventos públicos em que se sustentavam teses em latim e em forma silogística.
Fez quatro cursos de Jurisprudência em Granada e o quinto e sexto (de 1846 a 1848) fez em em Madri. Durante sua primeira estadia em Madri, conheceu Balmes, então no apogeu de sua glória.
Para terminar seus estudos de direito voltou a Granada, ingressando no corpo docente oficial. Em 1847 havia sido nomeado regente de segunda em Psicologia e Lógica. Em 1848, foi nomeado substituto da classe de lógica no Instituto. Em 1849 obteve por oposição a vaga de catedrático. Tinha vinte e três anos quando se sentou na cátedra do professorado oficial. Foi publicado pela vez no Brasil em 2021.

## Obras
- Curso elemental de Filosofía: Psicología. Granada: Imp. Y Librería de José M. Zamora, 1852
- La sofistería democrática, o examen de las lecciones de D. Emilio Castelar acerca de la civilización en los cinco primeros siglos de la iglesia (1861)
- Psicología y Lógica (1863)
- Krause y sus discípulos convictos de panteísmo. (1864).
- La Inquisición (1877)
- Ética o Filosofía Moral (7ª edición. Madrid, 1878)
- Introducción a la filosofía y especialmente a la Metafísica, Introducción al estudio del Derecho, y Principios del Derecho Natural (Madrid, 1878)
- El Catolicismo y el libre cambio. Madrid, 1882.
- El catecismo de los textos vivos. Madrid: A. R. de Castroviejo, 1884.
- Documentos episcopales contra el liberalismo reinante Prólogo de… Madrid, 1886.
- Lecciones sumarísimas de Metafísica y Filosofía natural, según la mente del Angélico Doctor santo Tomás de Aquino (1887)
- Manuales de Metafísica (1887)
- Carta de un filósofo integrista al director de la «La Unión Católica». Madrid: Tip. De Huérfanos, 1889
- Los Principios de Psicología, según la doctrina de santo Tomás de Aquino, mirando el estado actual de la cultura moderna (Madrid, 1890)
- El deber de los católicos españoles con los poderes constituidos. Madrid, 1894.
- El error del partido integrista. Madrid, 1896.
- Don Juan Donoso Cortés, Marqués de Valdegamas. Madrid: Hijos de M. G. Hernández, 1900.
- Curso abreviados de Psicología, Lógica, Ética (1891-1892), 2 vols; 2.ª ed. 1908.

## Obras traduzidas ao Português
- Introdução à Filosofia e especialmente à Metafísica, Editorial Contra Errores, 2021. Tradução: Lucas Daniel Tomáz de Aquino.

## Citações sobre Ortí y Lara
· “De temperamento rígido por naturaleza, e de olhar um pouco estreito, foi um propagandista incansável das doutrinas de Santo Tomás, com zelo e boa vontade dignos de aplauso e admiração” (M. Arnaiz, La “Neoescolástica” al comenzar el siglo XX, 335-336).
· “Escritor elegante, polemista católica incansável, tomista puro e filósofo cristão dos mais notáveis e genuínos do século XIX. Em todos os seus livros, que são muitos, reina a mais pura doutrina tomista, que o autor defende com orgulho” (A. Herranz, Compendio de Historia de la Filosofía, 323-345).
· “Com seus escritos polêmicos e seus tratados didáticos, chegou a ser o campeão do pensamento tradicional, mais rígido em sua atitude que o Cardeal Zeferino e Miguel Yus.” (M.C. GARCÍA TEJERA, Presencia de las corrientes europeas de pensamiento en las retóricas y poéticas españolas del siglo XIX).
- Este artigo foi inicialmente traduzido, total ou parcialmente, do artigo da Wikipédia em castelhano cujo título é «Juan Manuel Ortí y Lara».